# Renzo Fratini
Renzo Fratini (Urbisaglia, Italia, 25 de abril de 1944) es un jurista, arzobispo y doctor en Derecho Canónico y diplomático de la Santa Sede. Desde 2009 hasta julio de 2019 fue nuncio apostólico en España y Andorra y  hasta el año 2016 ejerció como observador permanente de la Santa Sede ante la Organización Mundial del Turismo, cargo en el que fue sustituido por Maurizio Bravi.

## Vida
Renzo Fratini nació en Macerata (Italia) el 25 de abril de 1944. Recibió la odenación sacerdotal el 6 de septiembre de 1969 por Ersilio Tonini. 

## Servicio diplomático de la Santa Sede
En 1974 ingresó en el Servicio diplomático de la Santa Sede, y desempeñó funciones en Francia, Japón, Nigeria, Etiopía, Grecia, Ecuador, Israel y los Territorios Palestinos.
El 7 de agosto de 1993 fue nombrado por el papa Juan Pablo II arzobispo titular de Botrianav y nuncio apostólico en Pakistán. Fue consagrado por el cardenal. Angelo Sodano el 2 de octubre del mismo año. Posteriormente ha sido nombrado nuncio apóstolico en Indonesia (1998-2003), nuncio apostólico en Timor Oriental (2003-2004) y nuncio apostólico en Nigeria (2004-2009).

### Nuncio apostólico en España y Andorra
Es nombrado el 20 de agosto de 2009, por el papa Benedicto XVI, nuncio apostólico en España y en Andorra. El rey Juan Carlos I recibió las acreditaciones como nuncio en España el 11 de enero de 2010. Entre los años 2009 y 2016 fue observador permanente de la Santa Sede ante la Organización Mundial del Turismo. El 4 de julio de 2019 le fue aceptada la renuncia por motivos de edad.